# Град Пирот
Град Пирот (на сръбски: Град Пирот), по-рано Община Пирот, се намира в Сърбия, регион Източна Сърбия, Пиротски окръг. Административен център е град Пирот.

## История
Между община Пирот и община Перник, съгласно програма за трансграничното сътрудничество между България и Сърбия, е създадена свободна икономическа зона.
Община Пирот е преименувана на Град Пирот на 29 февруари 2016 г.

## География
Територията на общината има площ от 1232 км2.
В центъра на общината е град Пирот. Градът и най-многолюдните и икономически развити села са разположени в Пиротското поле.
Останалата част от територията на общината е заета от планински и хълмисти райони.

### Население
Според преброяването от 2011 г. населението на община Пирот възлиза на 57 928 души. Гъстотата му е 47,02 души/км2..
Етнически състав
| Народност                | 2011 г.       | 2011 г. |
| ------------------------ | ------------- | ------- |
| сърби                    | 53 232 жители |         |
| цигани                   | 2576 жители   |         |
| българи                  | 549 жители    |         |
| горанци                  | 80 жители     |         |
| македонци                | 67 жители     |         |
| югославяни               | 47 жители     |         |
| хървати                  | 42 жители     |         |
| черногорци               | 23 жители     |         |
| албанци                  | 19 жители     |         |
| унгарци                  | 10 жители     |         |
| мюсюлмани                | 9 жители      |         |
| руснаци                  | 9 жители      |         |
| германци                 | 5 жители      |         |
| украинци                 | 4 жители      |         |
| русини                   | 3 жители      |         |
| словаци                  | 3 жители      |         |
| словенци                 | 3 жители      |         |
| буневци                  | 1 жител       |         |
| власи                    | 1 жител       |         |
| румънци                  | 1 жител       |         |
| други                    | 971 жители    |         |
| регионална принадлежност | 6 жители      |         |
| неизвестно               | 242 жители    |         |

### Селища
В състава на общината влизат 72 населени места: 1 град (Пирот) и 71 села.
| - Базовик - Баре Чифлик - Басара - Бела - Бериловац - Беровица - Блато - Бърлог - Велика Луканя - Велики Йовановац - Велики Суводол - Велико село - Височка Ръжана - Власи - Войнеговац | - Вранище - Гнилан - Горна Държина - Гостуша - Градашница - Градище - Добри дол - Дойкинци - Държина - Засковци - Извор - Йеловица - Камик - Копривщица - Костур | - Крупац - Куманово - Мали Йовановац - Мали Суводол - Милойковац - Мирковци - Нишор - Нови Завой - Обреновац - Ореовица - Орля - Осмаково - Петровац - Планиница - Покревеник | - Полска Ръжана - Понор - Присян - Пъклещица - Пъсяч - Рагодеш - Расница - Росомач - Ръсовци - Рудине - Синя глава - Славиня - Сопот - Станичене | - Суково - Темска - Топли дол - Търняна - Церев дел - Церова - Цървенчево - Църноклище - Чиниглавци - Чорин дол - Шугрин - Ялботина |

## Личности
- Димитър Георгиев, роден в Сопот, на 29 април 1877 година постъпва в I рота на II дружина на Българското опълчение, уволнен на 4 юли 1878 година[5]